# Psilopleura haemasoma
Psilopleura haemasoma is een beervlinder uit de familie van de spinneruilen (Erebidae). De wetenschappelijke naam van de soort is voor het eerst geldig gepubliceerd door Curtis.